# 摩臣湖
摩臣湖（英語：Mawson Lakes）是南澳州阿德萊德梳士巴利市一個住宅區，是為紀念南極探險家摩臣爵士而命名；舊稱來埠（英語：The Levels） 。根據2011年人口普查，人口為10,872。摩臣湖距離阿德萊德市中心以北十二公里。南澳大學摩臣湖校舍和阿德萊德科技園均設於此。

## 歷史
摩臣湖前身為來埠（英語：The Levels），為碧安華於1877年建立的養羊場。
1987年，南澳洲政府提出多功能都會計劃，建設未來高科技社區，舊稱來埠的摩臣湖一帶地區亦納入計劃中。惟計劃受到廣泛爭議，繼而擱置。後來，來埠由Delfin（後來的聯實集團）接手發展。首塊土地於1998年公開發售。

## 社區
目前，南澳大學摩臣湖校舍、阿德萊德科技園和恩達沃爾書院均設於此。摩臣湖視為南澳洲新市鎮之一，擁有自給自足的商業區。

### 居民

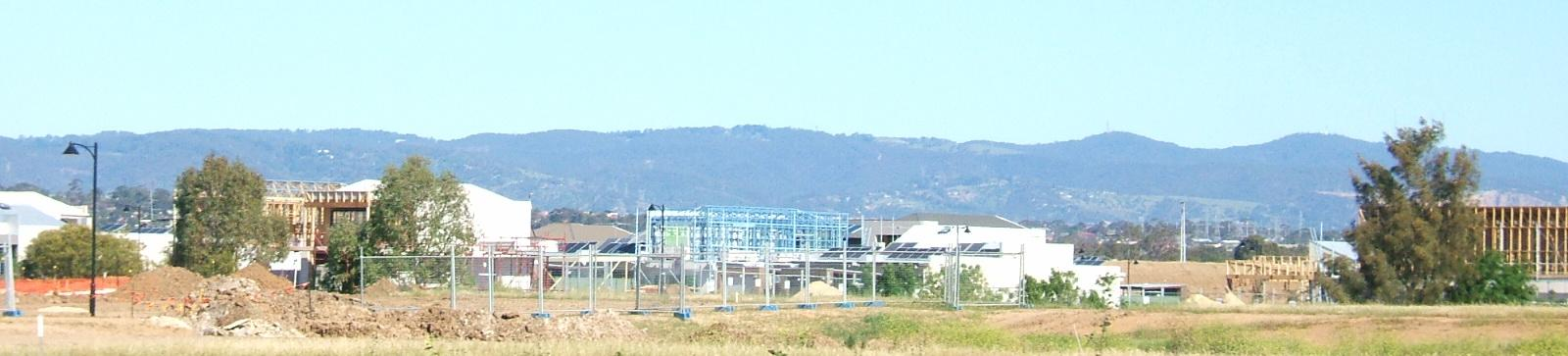
住宅區興建中

根據2006年人口普查，摩臣湖人口為5,246人。男性佔50.5%，其中62.6%為澳洲出生、83.1%為澳洲公民、0.3%為澳洲原住民。超過45%人口持有學士學位、文憑及職業資格。當中22.3％為天主教徒，24.2％無宗教信仰。

### 阿德萊德科技園
阿德萊德科技園是澳洲首個科技園區，由南澳政府在1982年設立，目前由州政府轄下的土地管理公司所管理。
科技園佔地65公頃，採用一個類似學的低密度規劃，以技術機構的研究基地。現有約90個機構進駐，大部份以防務為主；主要分為中小型企業（SME）、大型公司包括，洛歇·馬丁、英國航太系統、SAAB系統、東京光學機械、Optus、Xtralis、雷神公司。

### 摩臣湖市中心
摩臣湖市中心（英語：Mawson Central）位於摩臣大街（英語：Main Street）和花園臺（英語：Garden Terrace）之間。湖畔徑以北為購物區，有一間酒店、沃爾沃斯、Target、商店街及餐廳。大街設有多間銀行分行，提供自動櫃員機及門市。大街週邊原為寫字樓地區，由於臨近南澳大學及住宅需求急增，大部份辦公室改建成公寓。

## 交通

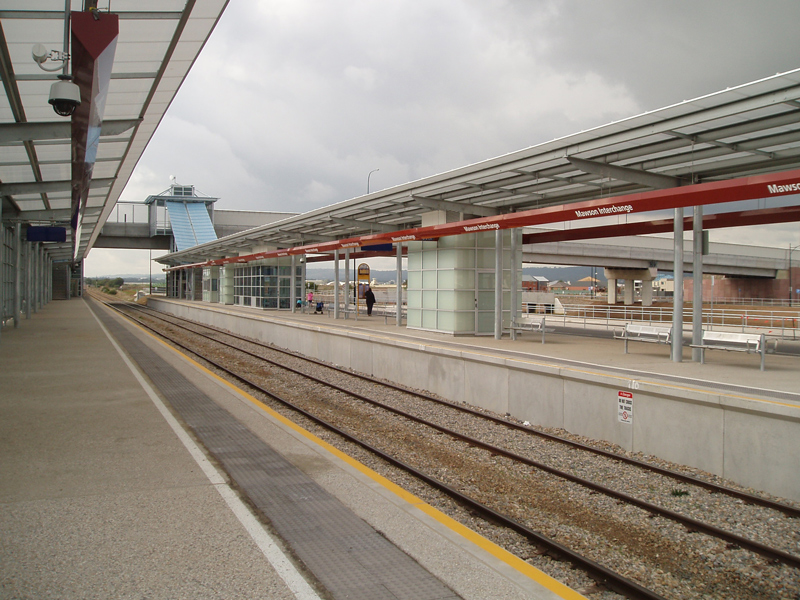
摩臣公共運輸交匯處

摩臣湖對外主要道路包括大北道、梳士巴利公路、屈埠港道，距離阿德萊德市中心約30分鐘車程。
2006年2月26日，摩臣公共運輸交匯處啓用，容納多條巴士路綫、火車歌拿線亦停靠本站，繁忙時間班次為15分鐘一班。

## 供水系統
摩臣湖採用雙重供水系統，透過獨立電源為市民提供飲用水及循環水。此為全國首個和最大的自給水回收系統。相比其他地區，摩臣湖採用回收系統後節省約50%飲用水，意味著使用再生水的居民不受國家水資源限制。
寶利華污水處理廠（英語：Bolivar Sewage Treatment plant）距離摩臣湖約八公里，主要收集梳士巴利濕地（英語：Salisbury Wetlands）之雨水，再將其過濾成A級標準循環水；以供應摩臣湖住宅廁所、花園、儲存用水。南澳水務亦曾作出全面檢測，確保循環水和飲用水之水管互不相連。

## 政治
| 2017年大選 | 2017年大選 | 2017年大選 |
| ---------- | ---------- | ---------- |
|            | 工黨       | 41.84%     |
|            | 自由黨     | 28.54%     |
|            | 瑟諾芬     | 16.60%     |
|            | 綠黨       | 4.65%      |
|            | 家庭第一黨 | 4.54%      |
|            | 獨立       | 2.26%      |
|            | 動物正義黨 | 1.57%      |

| 2014年州選 | 2014年州選 | 2014年州選 |
| ---------- | ---------- | ---------- |
|            | 工黨       | 51.8%      |
|            | 自由黨     | 32.3%      |
|            | 綠黨       | 8.0%       |
|            | 家庭第一黨 | 7.9%       |

聯邦大選中，摩臣湖劃入馬京選區；自2007年起，由工黨習比雅出任國會議員。在州選，摩臣湖則劃入阿德萊德港選區；由工黨高秀珊出任州議會議員，並出任教育及兒童培育司、高等教育及技能司。
近年大選結果顯示，屬於阿德萊德港選區的摩臣湖是工黨的票倉。但摩臣湖將會在2018年，改劃入卑利霍選區（英語：Playford）；儘管如此，卑利霍仍然是工黨的票倉。